# Ogcodes costalis
Ogcodes costalis är en tvåvingeart som först beskrevs av Walker 1852.  Ogcodes costalis ingår i släktet Ogcodes och familjen kulflugor. Inga underarter finns listade i Catalogue of Life.